# Municipio de York (condado de Pottawattamie)
El municipio de York (en inglés: York Township) es un municipio ubicado en el condado de Pottawattamie en el estado estadounidense de Iowa. En el año 2010 tenía una población de 274 habitantes y una densidad poblacional de 2,97 personas por km².

## Geografía
El municipio de York se encuentra ubicado en las coordenadas 41°22′33″N 95°33′19″O / 41.37583, -95.55528. Según la Oficina del Censo de los Estados Unidos, el municipio tiene una superficie total de 92.11 km², de la cual 92,11 km² corresponden a tierra firme y (0 %) 0 km² es agua.

## Demografía
Según el censo de 2010, había 274 personas residiendo en el municipio de York. La densidad de población era de 2,97 hab./km². De los 274 habitantes, el municipio de York estaba compuesto por el 97,81 % blancos, el 1,82 % eran de otras razas y el 0,36 % eran de una mezcla de razas. Del total de la población el 3,65 % eran hispanos o latinos de cualquier raza.